# Йохан (Пфалц-Гелнхаузен)
Вижте пояснителната страница за други личности с името Йохан.
Йохан фон Пфалц-Гелнхаузен (на немски: Johann von Pfalz-Birkenfeld; * 24 май 1698, Гелнхаузен; † 10 февруари 1780, Манхайм) от страничната линия на Вителсбахите в Пфалц, е пфалцграф и херцог на Цвайбрюкен-Биркенфелд цу Гелнхаузен. Той е прапрадядо на Елизабет Баварска, императрица на Австрия.

## Биография
Той е вторият син на херцог и пфалцграф Йохан Карл (1638 – 1704) и втората му съпруга Мари Естер фон Витцлебен (1665 – 1725), дъщеря на фрайхер Георг Фридрих фон Витцлебен цу Елгерсбург.
Йохан е генералфелдмайстор на Курпфалц и командир на всички войски в Курпфалц, рицар на ордена на Пфалцските лъвове и на Св. Хубертус-орден. Йохан е също щатхалтер на Херцогство Юлих и командант на крепостта Юлих и живее предимно в Манхайм. През 1739 г. след смъртта на брат му Фридрих Бернхард той го последва в Гелнхаузен.

## Фамилия
Йохан се жени през 1743 г. в Даун за София Шарлота фон Салм-Даун (* 29 август 1719, Даун; † 19 март 1770, Гелнхаузен), дъщеря на Вилд- и Рейнграф Карл фон Салм-Даун и графиня Луиза фон Насау-Саарбрюкен-Отвайлер. Те имат децата:
- Йохан Карл Лудвиг (* 13/18 септември 1745, † 31 март 1789), императорски генерал-майор
- Луиза (* 17 август 1748, † 31 януари 1829), ∞ граф Хайнрих XXX фон Ройс-Гера (1727 – 1802)
- Йохана Софи (1751 – 1752)
- Вилхелм Баварски (* 10 ноември 1752, † 8 януари 1837), херцог в Бавария, ∞ 1780 пфалцграфиня Мария Анна фон Пфалц-Цвайбрюкен-Биркенфелд (1753 – 1824)
- Фридерика (*/† 1753)
- София (1757 – 1760)
- Христиан (1760 – 1761)
- Йохан (1764 – 1765)